# 승주로
승주로(Seungju-ro) 순천시 승주읍 접치사거리에서 서면 학구삼거리까지 연결하는 도로이다.

## 주요 경유지
전라남도
- 순천시 (승주읍 - 서면)

## 노선
| 이름               | 접속 노선                 | 소재지        | 소재지        | 비고          |
| 접치길과 직결      | 접치길과 직결             | 접치길과 직결 | 접치길과 직결 | 접치길과 직결 |
| ------------------ | ------------------------- | ------------- | ------------- | ------------- |
| 접치삼거리         | 국도 제22호선 (접치길)    | 순천시        | 승주읍        |               |
| 신평교             |                           | 순천시        | 승주읍        |               |
| 신평 교차로        | 국도 제22호선 (봉덕로)    | 순천시        | 승주읍        |               |
| 봉덕교             |                           | 순천시        | 승주읍        |               |
| 봉곡 교차로        | 국도 제22호선 (봉덕로)    | 순천시        | 승주읍        |               |
| 평지 교차로        |                           | 순천시        | 승주읍        |               |
| 중대 교차로        |                           | 순천시        | 승주읍        |               |
| 승평삼거리         | 승평길                    | 순천시        | 승주읍        |               |
| 산월 나들목        | 25호선 호남고속도로       | 순천시        | 승주읍        |               |
| 사현 교차로        | 사현길                    | 순천시        | 승주읍        |               |
| 서평삼거리         | 국도 제22호선 (충의공로)  | 순천시        | 승주읍        |               |
| 쌍암교             |                           | 순천시        | 승주읍        |               |
| 내상삼거리         | 지방도 제857호선 (내상로) | 순천시        | 승주읍        |               |
| 서평교             |                           | 순천시        | 승주읍        |               |
| 월계 교차로        | 국도 제22호선 (충의공로)  | 순천시        | 승주읍        |               |
| 학구삼거리(학구교) | 국도 제22호선 (순천로)    | 순천시        | 서면          |               |

## 주요 건물 및 시설
- 순천승주중학교 (승주로 615/평중리 89)
- 순천시농업기술센터 (승주로 628/서평리 555)
- 승주초등학교 (승주로 639/서평리 546-1)
- 승주해일모터스 (승주로 671/서평리 495)
- 주암댐효 나눔복지회관 (승주로 696/서평리 429)
- 승주읍행정복지센터 (승주로 731/서평리 92-1)